# Nereo Rocco
Nereo Rocco, född 20 maj 1912 i Trieste i Italien, död 20 februari 1979, var en italiensk fotbollsspelare och fotbollstränare. Han är känd för att vara en av Italiens framgångsrikaste tränare i historien.

## Spelarkarriär
Rocco tillbringade större delen av sin spelarkarriär i den italienska klubben Triestina. Han spelade 232 matcher för Triestina och svarade för totalt 66 mål. Efter sina åtta säsonger i Triestina bytte han klubb till den större klubben, Napoli där han spelade i tre säsonger, från 1937 till 1940. Rocco spelade 52 matcher för Napoli och stod för 7 mål. Efter sin sejour i Napoli bytte han till Calcio, som blev hans tredje och sista klubb under spelarkarriären. Han spelade två år i Calcio och det blev totalt 47 matcher och 14 mål för Rocco i klubben.
Under sin spelarkarriär spelade Rocco 287 Serie A-matcher och svarade för 69 mål över 11 säsonger i Italiens högstaliga. Rocco spelade en match för Italiens landslag.

## Tränarkarriär
Rocco debuterade som tränare i Triestina, klubben han hade tillbringat större delen av sin spelarkarriär i. Han debuterade säsongen 1947. Klubben överraskade alla och slutade på en andra plats i ligan, det var den bästa placeringen klubben fått i ligan. Han lämnade klubben tre säsonger senare eftersom han tyckte tvärtemot vad byråkraterna i klubben tyckte. Från 1950 till 1953 var han tränare för Treviso FBC innan han senare återvände till Triestina för att träna klubben i ytterligare en säsong. 
Roccos mest framgångsrika period som tränare kom i den italienska storklubben AC Milan. Han vann under sina säsonger i Milan totalt 5 Europeiska cuper, 2 gånger Europacupen (idag kallad Champions League), 2 gånger Cupvinnarcupen och 1 gång Interkontinentala cupen. Klubben blev även italienska mästare 2 gånger och vann italienska cupen 3 gånger under Roccos tid som tränare.

## Meriter
Med AC Milan
Nationella
- Serie A : 1961-62, 1968-68 (2)
- Coppa Italia : 1971-72, 1972-73, 1976-77 (3)

Internationella
- Cupvinnarcupen : 1967-68, 1972-73 (2)
- Europacupen : 1962-63, 1968-69 (2)
- Interkontinentala cupen : 1969 (1)